# Kang Zhang
Kang Zhang (chiń. 张康; pinyin Zhāng Kāng) – chiński biochemik, genetyk, okulista; od 2008 profesor amerykańskiego Uniwersytetu Kalifornijskiego w San Diego. Specjalizuje się w genetyce okulistycznej, chirurgii witreoretinalnej (szklistkowo-siatkówkowej), zwyrodnieniach plamki żółtej, retinopatii cukrzycowej oraz dziedzicznych schorzeniach siatkówki.

## Życiorys
W latach 1980–1984 studiował biochemię na uniwersytecie w chińskim Syczuanie uzyskując licencjacki stopień naukowy (Bachelor of Science). Następnie wyjechał do USA, gdzie w latach 1985–1991 odbywał studia doktorskie z genetyki na Uniwersytecie Harvarda. Po doktoracie studiował także medycynę na Uniwersytecie Harvarda oraz w Massachusetts Institute of Technology (1991–1995).
Roczny staż medyczny ukończył w Presbyterian/St. Lukes Hospital w Denver (1995–1996). W 1996 otrzymał dyplom amerykańskiej National Board of Medical Examiners. Następnie odbył 3-letnią rezydenturę (1996–1999) z okulistyki w Wilmer Eye Institute Uniwersytetu Johnsa Hopkinsa w Baltimore. W 2001 otrzymał dyplom specjalizacji w zakresie okulistyki od American Board of Ophthalmology. Jako fellow pracował w School of Medicine University of Utah w Salt Lake City (2002–2003), szkoląc się ze schorzeń i chirurgii witreoretinalnej (szklistkowo–siatkówkowej).
W okresie 2002–2006 zatrudniony był jako adiunkt w John Moran Eye Center Department of Ophthalmology and Visual Science University of Utah oraz jako okulista w Veteran’s Administration Medical Center w Salt Lake City. W 2008 przeprowadził się do San Diego, gdzie objął stanowisko profesora oraz szefa genetyki okulistycznej Department of Ophthalmology Uniwersytetu Kalifornijskiego (dzielnica La Jolla). Został też zatrudniony w miejscowym Veteran’s Administration Medical Center oraz Shiley Eye Center. W latach 2009–2013 był dyrektorem–założycielem Institute for Genomic Medicine Uniwersytetu Kalifornijskiego w San Diego. Od 2014 jest współdyrektorem Biomaterials and Tissue Engineering Center w Institute of Engineering in Medicine tej uczelni.
Artykuły publikował w takich czasopismach jak m.in. „Nature”, „Investigative Ophthalmology & Visual Science”, „American Journal of Ophthalmology”, „Ophthalmology” oraz „Cell”.
Był medycznym redaktorem naczelnym cyklicznej publikacji „Ophthalmology News and World Report, China Edition” (2006–2010). Od 2012 jest współpracującym redaktorem naczelnym czasopisma „Chinese Journal of Retinal Diseases” oraz redaktorem konsultującym „Journal of Clinical Investigation”. W latach 2013–2018 był członkiem rady redakcyjnej „Journal of Biological Chemistry”. Ponadto w okresie 2013–2016 był redaktorem–współpracownikiem „Current Molecular Medicine”.
Jest członkiem szeregu towarzystw medycznych i okulistycznych: Amerykańskiej Akademii Okulistyki (American Academy of Ophthalmology), American Association for the Advancement of Science, Association of American Physicians, American Society for Clinical Investigation, American Society of Human Genetics, Association for Research in Vision and Ophthalmology (ARVO), Macula Society oraz American Society of Retinal Specialists.